# Messyrhus brachypterus
Messyrhus brachypterus är en skalbaggsart som beskrevs av Rakovic och Kral 1997. Messyrhus brachypterus ingår i släktet Messyrhus och familjen Aphodiidae. Inga underarter finns listade i Catalogue of Life.